# Марія Ірігоєн
Марія Ірігоєн (ісп. María Irigoyen, нар. 24 червня 1987) — колишня аргентинська тенісистка.
Здобула сімнадцять одиночних та шістдесят парних титулів туру ITF, два парні титули туру WTA.
Найвищу одиночну позицію світового рейтингу — 147 місце досягла 13 липня 2015, парну — 47 місце — 13 червня 2016 року.
В Кубку Федерації рахунок перемог-поразок становить 21–18.
Завершила кар'єру 2019 року.

## Фінали турнірів WTA

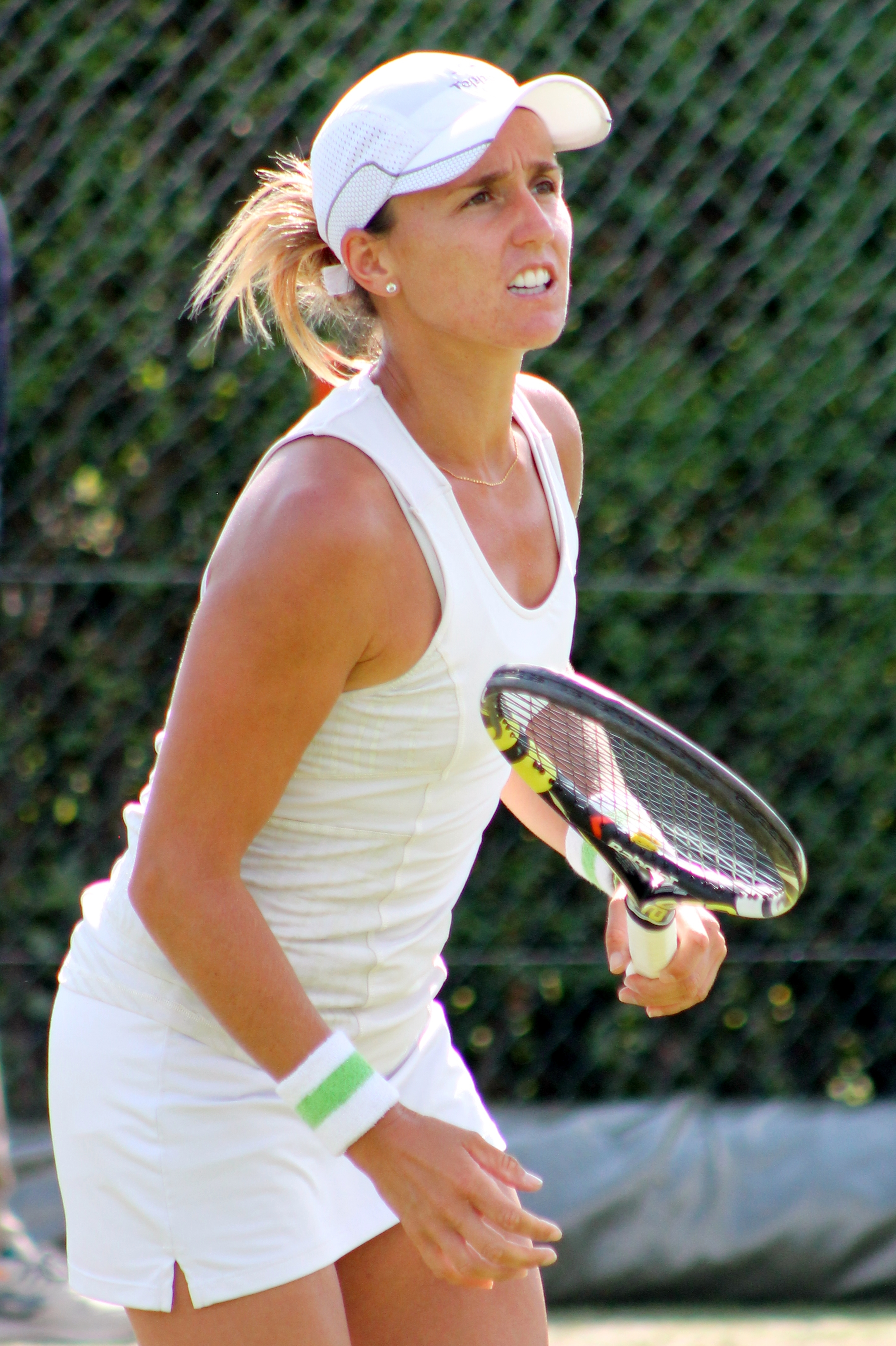
Марія Ірігоєн, 2015

### Парний розряд: 8 (2 титули, 6 поразок)
| Легенда                             |
| ----------------------------------- |
| Турніри Великого шолома (0–0)       |
| Premier Mandatory & Premier 5 (0–0) |
| Premier (0–0)                       |
| International (2–6)                 |

| Фінали за покриттям |
| ------------------- |
| Тверде (0–1)        |
| Ґрунт (2–5)         |
| Трава (0–0)         |
| Килим (0–0)         |

| Результат | Ранг | Дата     | Турнір                                | Покриття   | Партнер              | Опоненти                                      | Рахунок           |
| --------- | ---- | -------- | ------------------------------------- | ---------- | -------------------- | --------------------------------------------- | ----------------- |
| Перемога  | 1.   | Лют 2014 | Rio Open, Бразилія                    | Ґрунт      | Ірина-Камелія Бегу   | Юганна Ларссон Шанелль Схеперс                | 6–2, 6–0          |
| Поразка   | 1.   | Лют 2015 | Rio Open, Бразилія                    | Ґрунт      | Ірина-Камелія Бегу   | Їсалін Бонавентюре Ребекка Петерсон           | 0–3 ret.          |
| Поразка   | 2.   | Лип 2015 | Brasil Tennis Cup, Florianópolis      | Ґрунт      | Паула Каня           | Анніка Бек Лаура Зігемунд                     | 3–6, 6–7(1)       |
| Поразка   | 3.   | Вер 2015 | Tournoi de Québec, Канада             | Тверде (i) | Паула Каня           | Барбора Крейчикова Ан-Софі Месташ             | 6–4, 3–6, [10–12] |
| Перемога  | 2.   | Лют 2016 | Rio Open, Бразилія                    | Ґрунт      | Вероніка Сепеде Ройг | Тара Мур Конні Перрен                         | 6–1, 7–6(5)       |
| Поразка   | 4.   | Кві 2016 | WTA Prague Open, Чехія                | Ґрунт      | Паула Каня           | Маргарита Гаспарян Андреа Сестіні Главачкова  | 4–6, 2–6          |
| Поразка   | 5.   | Тра 2016 | Internationaux de Strasbourg, Франція | Ґрунт      | Лян Чень             | Анабель Медіна Гаррігес Аранча Парра Сантонха | 2–6, 0–6          |
| Поразка   | 6.   | Лип 2017 | Swedish Open, Båstad                  | Ґрунт      | Барбора Крейчикова   | Квірін Лемуан Аранча Рус                      | 6–3, 3–6, [8–10]  |

## Фінали ITF

### Одиночний розряд: 30 (17 титулів, 13 поразок)
| Легенда          |
| ---------------- |
| Турніри $100,000 |
| Турніри $75,000  |
| Турніри $50,000  |
| Турніри $25,000  |
| Турніри $10,000  |

| Результат | Ранг | Дата     | Турнір                               | Покриття | Опонент                       | Рахунок            |
| --------- | ---- | -------- | ------------------------------------ | -------- | ----------------------------- | ------------------ |
| Поразка   | 1.   | Чер 2006 | ITF Халапа, Мексика                  | Тверде   | Андреа Коч Бенвенуто          | 1–6, 6–3, 4–6      |
| Поразка   | 2.   | Лип 2006 | ITF Valencia, Венесуела              | Тверде   | Estefania Craciún             | 5–7, 1–6           |
| Перемога  | 3.   | Чер 2007 | ITF Bucharest, Румунія               | Ґрунт    | Катерина Авдієнко             | 4–6, 6–1, 6–4      |
| Перемога  | 4.   | Сер 2007 | ITF Caracas, Венесуела               | Тверде   | Ана Клара Дуарте              | 6–3, 6–3           |
| Перемога  | 5.   | Вер 2007 | ITF Santa Cruz de la Sierra, Болівія | Ґрунт    | Verónica Spiegel              | 6–3, 7–5           |
| Поразка   | 6.   | Вер 2007 | ITF Santo Andre, Бразилія            | Тверде   | Марія Фернанда Альварес Теран | 2–6, 2–6           |
| Поразка   | 7.   | Жов 2007 | ITF Monterrey, Мексика               | Тверде   | Лужанська Тетяна              | 3–6, 2–6           |
| Перемога  | 8.   | Лис 2007 | ITF Buenos Aires, Аргентина          | Ґрунт    | Андреа Бенітес                | 6–1, 6–1           |
| Поразка   | 9.   | Лис 2007 | ITF Buenos Aires                     | Ґрунт    | Agustina Lepore               | 3–6, 6–4, 2–6      |
| Поразка   | 10.  | Вер 2008 | ITF Buenos Aires                     | Ґрунт    | Роксане Вайзенберг            | 2–6, 5–7           |
| Перемога  | 11.  | Бер 2009 | ITF Metepec, Мексика                 | Тверде   | Aranza Salut                  | 7–6(6), 6–1        |
| Перемога  | 12.  | Кві 2009 | ITF Buenos Aires                     | Ґрунт    | Майлен Ору                    | 6–3, 6–4           |
| Поразка   | 13.  | Тра 2009 | ITF Buenos Aires                     | Ґрунт    | Майлен Ору                    | 2–6, 3–6           |
| Перемога  | 14.  | Тра 2009 | ITF Córdoba, Аргентина               | Ґрунт    | Marina Giral Lores            | 6–2, 7–6(6)        |
| Перемога  | 15.  | Чер 2009 | ITF Córdoba                          | Ґрунт    | Carla Lucero                  | 6–1, 6–0           |
| Перемога  | 16.  | Oc 2009  | ITF Granada, Іспанія                 | Тверде   | Беатріс Гарсія-Відагані       | 7–5, 2–6, 4–3 ret. |
| Перемога  | 17.  | Чер 2010 | ITF Campobasso, Італія               | Ґрунт    | Лаура Торп                    | 6–2, 7–6(7)        |
| Перемога  | 18.  | Сер 2011 | ITF Santa Cruz de la Sierra          | Ґрунт    | Андреа Коч Бенвенуто          | 6–2, 6–3           |
| Поразка   | 19.  | Сер 2011 | ITF La Paz, Болівія                  | Ґрунт    | Андреа Коч Бенвенуто          | 6–0, 7–6(7)        |
| Перемога  | 20.  | Сер 2011 | ITF São José dos Campos, Бразилія    | Ґрунт    | Carolina Zeballos             | 6–0, 6–0           |
| Перемога  | 21.  | Сер 2011 | ITF São Paulo, Бразилія              | Ґрунт    | Carla Lucero                  | 6–2, 6–3           |
| Поразка   | 22.  | Жов 2011 | ITF Asunción, Парагвай               | Ґрунт    | Романа Табак                  | 5–7, 7–6(9), 7–5   |
| Перемога  | 23.  | Лип 2012 | ITF Campos do Jordão, Бразилія       | Тверде   | Донна Векич                   | 7–5, 6–0           |
| Поразка   | 24.  | Лип 2012 | ITF São José do Rio Preto, Бразилія  | Ґрунт    | Флоренсія Молінеро            | 6–3, 6–4           |
| Поразка   | 25.  | Лип 2013 | ITF São José do Rio Preto            | Ґрунт    | Флоренсія Молінеро            | 0–6, 6–2, 6–3      |
| Перемога  | 26.  | Лип 2013 | ITF Campinas, Бразилія               | Тверде   | Вероніка Сепеде Ройг          | 6–2, 6–2           |
| Поразка   | 27.  | Лип 2013 | ITF Campos do Jordão                 | Тверде   | Паула Крістіна Гонсалвеш      | 3–6, 7–5, 6–1      |
| Поразка   | 28.  | Гру 2013 | ITF Santiago, Чилі                   | Ґрунт    | Вероніка Сепеде Ройг          | 6–3, 6–4           |
| Перемога  | 29.  | Сер 2014 | ITF Caracas                          | Тверде   | Армоні Тан                    | 6–1, 6–3           |
| Перемога  | 30.  | Тра 2015 | ITF Tunis, Туніс                     | Ґрунт    | Сінді Бюргер                  | 6–2, 7–5           |

### Парний розряд: 99 (60 титулів, 39 поразок)
| Результат | Ранг | Дата              | Турнір                           | Покриття   | Партнер                       | Опоненти                                           | Рахунок              |
| --------- | ---- | ----------------- | -------------------------------- | ---------- | ----------------------------- | -------------------------------------------------- | -------------------- |
| Поразка   | 1.   | 22 серпня 2005    | ITF Bogotá, Колумбія             | Ґрунт (i)  | Luciana Sarmenti              | Estefania Balda Álvarez Mariana Muci               | 5–7, 3–6             |
| Перемога  | 2.   | 3 жовтня 2005     | ITF Córdoba, Аргентина           | Ґрунт      | Luciana Sarmenti              | Фернанда Ерменежилду Sarah Tami Masi               | 6–3, 3–6, 6–2        |
| Перемога  | 3.   | 23 жовтня 2005    | ITF Asunción, Парагвай           | Ґрунт      | Karen Castiblanco Duarte      | Albertina Gandara Sheila Guerberg                  | 6–4, 6–4             |
| Перемога  | 4.   | 13 лютого 2006    | San Cristóbal, Мексика           | Тверде     | Флавія Міґнола                | Еріка Кларке Кортні Негл                           | 2–1 ret.             |
| Поразка   | 5.   | 9 травня 2006     | Los Mochis, Мексика              | Ґрунт      | Agustina Lepore               | Маріана Дуке-Маріньо Вікі Нуньєс Фуентес           | 5–7, 3–6             |
| Перемога  | 6.   | 20 травня 2006    | Obregón, Мексика                 | Ґрунт      | Agustina Lepore               | Еріка Кларке Кортні Негл                           | 6–2, 6–1             |
| Поразка   | 7.   | 5 червня 2006     | Халапа-Енрикес, Мексика          | Тверде     | Флавія Міґнола                | Бетіна Хосамі Даніела Муньос Галлегос              | 6–7(8), 6–3, 1–6     |
| Перемога  | 8.   | 26 червня 2006    | Кордова, Аргентина               | Ґрунт      | Флавія Міґнола                | Melisa Miranda Luciana Sarmenti                    | 6–3, 6–4             |
| Поразка   | 9.   | 10 липня 2006     | Каракас, Венесуела               | Тверде     | Флавія Міґнола                | Бетіна Хосамі Андреа Коч Бенвенуто                 | 6–4, 2–6, 2–6        |
| Поразка   | 10.  | 28 серпня 2006    | Богота, Колумбія                 | Ґрунт      | Vanesa Furlanetto             | Маріана Дуке-Маріньо Marino Вікі Нуньєс Фуентес    | 4–6, 2–6             |
| Поразка   | 11.  | 6 березня 2007    | Толука-де-Лердо, Мексика         | Тверде (i) | Андреа Бенітес                | Кортні Негл Шанелль Схеперс                        | 2–6, 6–1, 2–6        |
| Перемога  | 12.  | 30 квітня 2007    | Buenos Aires, Аргентина          | Ґрунт      | Андреа Бенітес                | Nicole Buitoni Фернанда Ерменежилду                | 6–2, 6–2             |
| Перемога  | 13.  | 14 травня 2007    | Кордова, Аргентина               | Ґрунт      | Андреа Бенітес                | Карен Кастібланко Duarte Melisa Miranda            | 6–2, 6–4             |
| Перемога  | 14.  | 14 травня 2007    | Кордова, Аргентина               | Ґрунт      | Андреа Бенітес                | Соледад Есперон Agustina Lepore                    | 6–4, 2–6, 6–4        |
| Перемога  | 15.  | 10 червня 2007    | Bals, Румунія                    | Ґрунт      | Raluca Ciulei                 | Diana Enache Antonia Xenia Tout                    | 6–3, 6–3             |
| Перемога  | 16.  | 2 липня 2007      | Prokuplje, Сербія                | Ґрунт      | Ана Веселинович               | Kika Hogendoorn Davinia Lobbinger                  | 6–1, 7–6(3)          |
| Перемога  | 17.  | 13 липня 2007     | Бухарест, Румунія                | Ґрунт      | Андреа Бенітес                | Melissa Carbera Handt Carolina Gago Fuentes        | 7–6(10), 6–1         |
| Перемога  | 18.  | 20 липня 2007     | Крайова, Румунія                 | Ґрунт      | Андреа Бенітес                | Майлен Ору Vanesa Furlanetto                       | 6–3, 6–4             |
| Перемога  | 19.  | 27 серпня 2007    | Santa Cruz de la Sierra, Болівія | Ґрунт      | Соледад Есперон               | Марія Фернанда Альварес Теран Claudia Razzeto      | 6–2, 6–2             |
| Поразка   | 20.  | 3 вересня 2007    | Баруері, Бразилія                | Тверде     | Соледад Есперон               | Fabiana Chiaparini Letícia Sobral                  | 7–6(4), 4–6, [9–11]  |
| Перемога  | 21.  | 10 вересня 2007   | Santo Andre, Бразилія            | Тверде     | Соледад Есперон               | Ларісса Карвальйо Карла Тіене                      | 4–6, 6–2, [10–7]     |
| Поразка   | 22.  | 29 вересня 2007   | ITF Juárez, Мексика              | Ґрунт      | Роксане Вайзенберг            | Андреа Бенітес Соледад Есперон                     | 3–6, 4–6             |
| Перемога  | 23.  | 7 квітня 2008     | Джексон, США                     | Ґрунт      | Соледад Есперон               | Крістіна Фусано Міхаела Паштікова                  | 1–6, 6–3, [10–6]     |
| Поразка   | 24.  | 28 квітня 2008    | Коацакоалькос, Мексика           | Тверде     | Agustina Lepore               | Анна Фіцпатрік Anna Hawkins                        | 2–6, 2–6             |
| Поразка   | 25.  | 26 травня 2008    | Galatina, Італія                 | Ґрунт      | Марія Фернанда Алвеш          | Мелані Клаффнер Джессіка Мор                       | 6–3, 1–6, [6–10]     |
| Перемога  | 26.  | 9 червня 2008     | Campobasso, Італія               | Ґрунт      | Роксане Вайзенберг            | Ніколе Клеріко Jessica Moore                       | 6–3, 6–2             |
| Поразка   | 27.  | 28 липня 2008     | Campos do Jordão, Бразилія       | Ґрунт      | Хорхеліна Краверо             | Майлен Ору Роксане Вайзенберг                      | 3–6, 4–6             |
| Перемога  | 28.  | 1 вересня 2008    | Buenos Aires, Аргентина          | Ґрунт      | Estefania Craciún             | Майлен Ору Роксане Вайзенберг                      | 1–6, 6–1, [10–2]     |
| Перемога  | 29.  | 20 жовтня 2008    | Мексика City, Мексика            | Тверде     | Estefania Craciún             | Lorena Arias Angélica Chávez                       | 6–3, 6–4             |
| Перемога  | 30.  | 27 жовтня 2008    | Мексика City                     | Тверде     | Estefania Craciún             | Sabrina Capannolo Dominika Diešková                | 6–4, 6–4             |
| Поразка   | 31.  | 24 листопада 2008 | Buenos Aires                     | Ґрунт      | Татьяна Буа                   | Фернанда Ерменежилду Тельяна Перейра               | 3–6, 2–6             |
| Перемога  | 32.  | 6 грудня 2008     | Buenos Aires                     | Ґрунт      | Carla Beltrami                | Catalia Arancibia Isabella Robbiani                | 6–0, 6–2             |
| Перемога  | 33.  | 4 квітня 2009     | Ліма, Перу                       | Ґрунт      | Carla Beltrami                | Б'янка Ботто Natalia Guitler                       | 4–6, 6–3, [10–5]     |
| Поразка   | 34.  | 23 травня 2009    | Сантус, Бразилія                 | Ґрунт      | Марія Фернанда Альварес Теран | Монік Адамчак Флоренсія Молінеро                   | 6–1, 1–6, [7–10]     |
| Перемога  | 35.  | 30 травня 2009    | Кордова, Аргентина               | Ґрунт      | Carla Beltrami                | Фернанда Ерменежилду Карла Тіене                   | 6–3, 6–4             |
| Поразка   | 36.  | 22 червня 2009    | Périgueux, Франція               | Ґрунт      | Хорхеліна Краверо             | Юлія Бейгельзимер Ксенія Ликіна                    | 6–2, 2–6, [5–10]     |
| Перемога  | 37.  | 5 липня 2009      | Mont-de-Marsan, Франція          | Ґрунт      | Хорхеліна Краверо             | Марія Кондратьєва Софі Лефевр                      | 2–6, 6–4, [10–7]     |
| Перемога  | 38.  | 11 липня 2009     | La Coruña, Іспанія               | Тверде     | Флоренсія Молінеро            | Весна Долонц Ксенія Мілевська                      | 6–2, 6–4             |
| Перемога  | 39.  | 17 липня 2009     | Рим, Італія                      | Ґрунт      | Теодора Мирчич                | Elisa Balsamo Стефанія К'єппа                      | 7–5, 6–2             |
| Поразка   | 40.  | 19 вересня 2009   | Napoli, Італія                   | Ґрунт      | Бетіна Хосамі                 | Ніна Братчикова Оксана Калашникова                 | 6–7(5), 6–2, [8–10]  |
| Поразка   | 41.  | 16 січня 2010     | Plantation, США                  | Ґрунт      | Хорхеліна Краверо             | Орелі Веді Машона Вашінгтон                        | 0–6, 2–6             |
| Перемога  | 42.  | 20 березня 2010   | Ірапуато, Мексика                | Тверде     | Флоренсія Молінеро            | Лєна Литвак Natalia Ryzhonkova                     | 6–7(3), 6–2, [10–7]  |
| Поразка   | 43.  | 10 квітня 2010    | Джексон, США                     | Ґрунт      | Флоренсія Молінеро            | Марія Фернанда Алвеш Ана Клара Дуарте              | 4–6, 6–3, [5–10]     |
| Перемога  | 44.  | 18 квітня 2010    | Osprey, США                      | Ґрунт      | Флоренсія Молінеро            | Медісон Бренгл Ейжа Мугаммад                       | 6–1, 7–6(3)          |
| Поразка   | 45.  | 25 квітня 2010    | Dothan, США                      | Ґрунт      | Теодора Мирчич                | Аліна Жидкова Анастасія Якімова                    | 4–6, 2–6             |
| Поразка   | 46.  | 11 червня 2010    | Campobasso, Італія               | Ґрунт      | Лаура Торп                    | Юліана Федак Анастасія Васильєва                   | 2–6, 6–3, [10–7]     |
| Поразка   | 47.  | 26 липня 2010     | Бухарест, Румунія                | Ґрунт      | Флоренсія Молінеро            | Ірина-Камелія Бегу Елена Богдан                    | 1–6, 1–6             |
| Перемога  | 48.  | 20 вересня 2010   | Фоджа, Італія                    | Ґрунт      | Флоренсія Молінеро            | Естрелья Кабеса Кандела Лаура Поус Тіо             | 6–2, 6–2             |
| Поразка   | 49.  | 25 жовтня 2010    | Bayamón, Пуерто-Рико             | Тверде     | Флоренсія Молінеро            | Марія Фернанда Алвеш Марі-Ев Пеллетьє              | 6–7, 4–6             |
| Поразка   | 50.  | 28 березня 2011   | Buenos Aires, Аргентина          | Ґрунт      | Флоренсія Молінеро            | Марія Фернанда Альварес Теран Паула Ормаечеа       | 6–4, 5–7, 4–6        |
| Поразка   | 51.  | 12 квітня 2011    | Osprey, США                      | Ґрунт      | Сема Еріка                    | Стефані Форец Алекса Ґлетч                         | 6–4, 5–7, [7–10]     |
| Поразка   | 52.  | 9 травня 2011     | Reggio Emilia, Італія            | Ґрунт      | Клаудія Джовіне               | Саллі Пірс Софі Фергюсон                           | 4–6, 1–6             |
| Перемога  | 53.  | 23 травня 2011    | Градо, Італія                    | Ґрунт      | Катерина Лопес                | Лю Ваньтін Сунь Шеннань                            | 6–3, 6–0             |
| Перемога  | 54.  | 6 червня 2011     | Campobasso, Італія               | Ґрунт      | Майлен Ору                    | Ani Mijacika Ірена Павлович                        | 6–2, 3–6, 6–4        |
| Перемога  | 55.  | 8 серпня 2011     | Santa Cruz de la Sierra, Болівія | Ґрунт      | Андреа Коч Бенвенуто          | Jazmín Britos Giovanna Tomita                      | 6–2, 6–1             |
| Перемога  | 56.  | 15 серпня 2011    | La Paz, Болівія                  | Ґрунт      | Андреа Коч Бенвенуто          | Carla Lucero Luciana Sarmenti                      | 6–2, 6–2             |
| Перемога  | 57.  | 22 серпня 2011    | Кочабамба, Болівія               | Ґрунт      | Carla Lucero                  | Lenka Broosova Daiana Negreanu                     | 6–2, 6–3             |
| Поразка   | 58.  | 12 вересня 2011   | São José dos Campos, Бразилія    | Ґрунт      | Carla Lucero                  | Flávia Dechandt Araújo Лаура Пігоссі               | 3–6, 7–5, 6–2        |
| Перемога  | 59.  | 19 вересня 2011   | São Paulo, Бразилія              | Ґрунт      | Carla Lucero                  | Габріела Се Flávia Guimarães Bueno                 | 7–6(12), 6–4         |
| Перемога  | 60.  | 31 жовтня 2011    | Асунсьйон, Парагвай              | Ґрунт      | Майлен Ору                    | Татьяна Буа Luciana Sarmenti                       | 6–3, 4–6, 6–3        |
| Перемога  | 61.  | 7 листопада 2011  | Asunción                         | Ґрунт      | Майлен Ору                    | Ульрікке Ейкері Андреа Гаміс                       | 6–1, 2–6, 6–3        |
| Поразка   | 62.  | 14 листопада 2011 | Asunción                         | Ґрунт      | Майлен Ору                    | Джулія Коен Тереза Мрдежа                          | 6–3, 2–6, 6–3        |
| Перемога  | 63.  | 28 листопада 2011 | Росаріо, Аргентина               | Ґрунт      | Майлен Ору                    | Інес Феррер Суарес Рішель Гогеркамп                | 4–6, 6–1, 6–3        |
| Перемога  | 64.  | 5 грудня 2011     | Buenos Aires, Аргентина          | Ґрунт      | Майлен Ору                    | Тельяна Перейра Vivian Segnini                     | 6–1, 6–3             |
| Поразка   | 65.  | 12 грудня 2011    | Сантьяго, Чилі                   | Ґрунт      | Майлен Ору                    | Інес Феррер Суарес Рішель Гогеркамп                | 6–4, 3–6, [10–5]     |
| Перемога  | 66.  | 6 лютого 2012     | Bertioga, Бразилія               | Тверде     | Майлен Ору                    | Вероніка Сепеде Ройг Флоренсія Молінеро            | 6–3, 6–1             |
| Поразка   | 67.  | 2 квітня 2012     | Джексон, США                     | Ґрунт      | Майлен Ору                    | Олена Бовіна Тереза Мрдежа                         | 3–6, 3–6             |
| Перемога  | 68.  | 23 квітня 2012    | Каракас, Венесуела               | Тверде     | Майлен Ору                    | Вероніка Сепеде Ройг Адріана Перес                 | 6–4, 6–3             |
| Поразка   | 69.  | 18 червня 2012    | Монпельє, Франція                | Ґрунт      | Майлен Ору                    | Северін Бельтрам Лаура Торп                        | 4–6, 6–4, [10–6]     |
| Перемога  | 70.  | 25 червня 2012    | Périgueux, Франція               | Ґрунт      | Майлен Ору                    | Летісія Костас Інес Феррер Суарес                  | 6–1, 6–2             |
| Перемога  | 71.  | 2 липня 2012      | Versmold, Німеччина              | Ґрунт      | Майлен Ору                    | Елена Богдан Яні Река Луца                         | 6–1, 6–4             |
| Перемога  | 72.  | 23 липня 2012     | Sao Jose Do Rio Preto, Бразилія  | Ґрунт      | Майлен Ору                    | Aranza Salut Carolina Zeballos                     | 6–1, 7–6(7)          |
| Перемога  | 73.  | 3 вересня 2012    | Mestre, Італія                   | Ґрунт      | Майлен Ору                    | Река Луца Яні Теодора Мирчич                       | 5–7, 6–4, [10–8]     |
| Поразка   | 74.  | 17 вересня 2012   | Подгориця, Чорногорія            | Ґрунт      | Майлен Ору                    | Ніколе Клеріко Анна Цая                            | 4–6, 6–3, [11–9]     |
| Перемога  | 75.  | 26 листопада 2012 | Сантьяго, Чилі                   | Ґрунт      | Майлен Ору                    | Паула Крістіна Гонсалвеш Роксане Вайзенберг        | 6–4, 6–2             |
| Поразка   | 76.  | 18 березня 2013   | Іннісбрук, США                   | Ґрунт      | Паула Крістіна Гонсалвіш      | Ешлі Барті Алізе Лім                               | 1–6, 3–6             |
| Поразка   | 77.  | 27 травня 2013    | Maribor, Словенія                | Ґрунт      | Майлен Ору                    | Паула Каня Магда Лінетт                            | 3–6, 0–6             |
| Перемога  | 78.  | 15 липня 2013     | Campos do Jordão, Бразилія       | Тверде     | Паула Крістіна Гонсалвіш      | Марія Фернанда Альварес Теран Марія Фернанда Алвеш | 7–5, 6–3             |
| Перемога  | 79.  | 5 жовтня 2013     | Вікторія, Мексика                | Тверде     | Марія Фернанда Альварес Теран | Сюй Цзеюй Ана Софія Санчес                         | 7–6(2), 6–3          |
| Перемога  | 80.  | 13 жовтня 2013    | Тампіко, Мексика                 | Тверде     | Марія Фернанда Альварес Теран | Constanza Gorches Victoria Rodríguez               | 6–3, 6–4             |
| Перемога  | 81.  | 20 жовтня 2013    | Rock Hill, США                   | Тверде     | Маріана Дуке-Маріньо          | Аллі Кік Ейжа Мугаммад                             | 4–6, 7–6(5), [12–10] |
| Перемога  | 82.  | 7 грудня 2013     | Мерида, Мексика                  | Тверде     | Сюй Цзеюй                     | Гільда Меландер Ребекка Петерсон                   | 6–4, 5–7, [10–6]     |
| Перемога  | 83.  | 13 грудня 2013    | Сантьяго, Чилі                   | Ґрунт      | Вероніка Сепеде Ройг          | Сесілія Коста Мольгар Даніела Сегель               | 2–6, 6–4, [10–5]     |
| Поразка   | 84.  | 20 грудня 2013    | Bertioga, Бразилія               | Тверде     | Вероніка Сепеде Ройг          | Паула Крістіна Гонсалвіш Лаура Пігоссі             | 6–4, 2–6, [7–10]     |
| Поразка   | 85.  | 15 березня 2014   | São Paulo, Бразилія              | Ґрунт      | Марія Фернанда Альварес Теран | Ірина-Камелія Бегу Олександра Панова               | 6–4, 3–6, [11–9]     |
| Перемога  | 86.  | 31 березня 2014   | Медельїн, Колумбія               | Ґрунт      | Ірина-Камелія Бегу            | Монік Адамчак Марина Шамайко                       | 6–2, 7–6(2)          |
| Перемога  | 87.  | 12 травня 2014    | Saint-Gaudens, Франція           | Ґрунт      | Вероніка Сепеде Ройг          | Шерон Фічмен Джоанна Конта                         | 7–5, 6–3             |
| Поразка   | 88.  | 30 червня 2014    | Lorraine Open 88, Франція        | Ґрунт      | Ірина-Камелія Бегу            | Панова Олександра Олександрівна Лаура Торп         | 3–6, 0–4 ret.        |
| Перемога  | 89.  | 28 вересня 2014   | ITF Las Vegas, США               | Тверде     | Вероніка Сепеде Ройг          | Ейжа Мугаммад Марія Санчес                         | 6–3, 5–7, [11–9]     |
| Поразка   | 90.  | 23 березня 2015   | ITF Palm Harbor, США             | Ґрунт      | Паула Ормаечеа                | Петра Крейсова Паула Крістіна Гонсалвіш            | 2–6, 4–6             |
| Поразка   | 91.  | 30 березня 2015   | ITF Osprey, США                  | Ґрунт      | Вероніка Сепеде Ройг          | Ангеліна Калініна Олександра Корашвілі             | 1–6, 4–6             |
| Перемога  | 92.  | 4 травня 2015     | ITF Tunis, Туніс                 | Ґрунт      | Паула Каня                    | Жюлі Куен Стефані Форец                            | 6–1, 6–3             |
| Поразка   | 93.  | 5 червня 2015     | ITF Brescia, Італія              | Ґрунт      | Штефані Фогт                  | Лаура Зігемунд Рената Ворачова                     | 2–6, 1–6             |
| Перемога  | 94.  | 8 червня 2015     | ITF Padua, Італія                | Ґрунт      | Барбора Крейчикова            | Река Луца Яні Паула Ормаечеа                       | 6–4, 6–2             |
| Перемога  | 95.  | 15 червня 2015    | ITF Montpellier, Франція         | Ґрунт      | Барбора Крейчикова            | Лаура Зігемунд Рената Ворачова                     | 6–4, 6–2             |
| Поразка   | 96.  | 28 вересня 2015   | ITF Victoria, Мексика            | Тверде     | Барбора Крейчикова            | Їсалін Бонавентюре Елісе Мертенс                   | 4–6, 6–4, [6–10]     |
| Перемога  | 97.  | 10 жовтня 2015    | ITF Tampico, Мексика             | Тверде     | Барбора Крейчикова            | Вероніка Сепеде Ройг Марина Мельникова             | 7–5, 6–2             |
| Перемога  | 98.  | 10 липня 2017     | ITF Будапешт, Угорщина           | Ґрунт      | Маріана Дуке-Маріньо          | Александра Крунич Ніна Стоянович                   | 7–6(3), 7–5          |
| Перемога  | 99.  | 23 вересня 2017   | ITF Tampico, Мексика             | Тверде     | Каролін Доулгайд              | Кейтлін Крістіан Джуліана Ольмос                   | 6–4, 6–4             |